# Manly United
Manly United ist ein Fußballklub in Sydney der im Gebiet der Northern Beaches liegt. Es nimmt an der New South Wales Premier League teil und trägt seine Heimspiele im Cromer Park, gelegen im Nachbarort Dee Why, aus. Im Jahr 2015 belegte Manly United am Ende der Saison den 8. Platz.